# Jodi Willis-Roberts
Jodi Glenda Willis-Roberts (Preston, 24 de abril de 1967) es una atleta paralímpica y arquera australiana con problemas de visión.

## Biografía

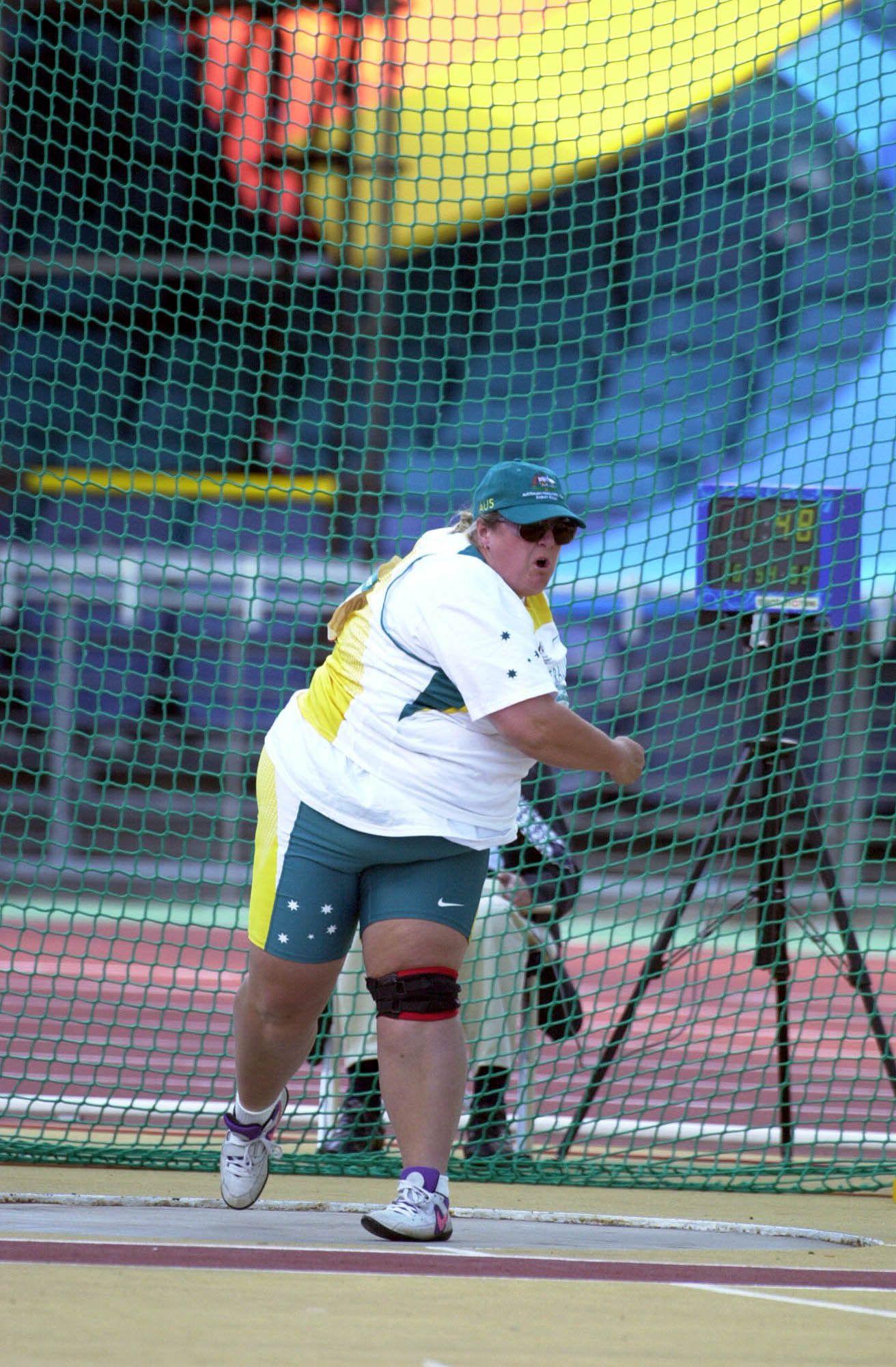
Toma de acción de Willis-Roberts lanzando el disco en los Juegos Paralímpicos de Sídney 2000.

Willis-Roberts nació en el suburbio Preston de Melbourne. Compitió por primera vez en los Juegos Paralímpicos de Seúl 1988 con el equipo nacional femenino de golbol de Australia, cuando terminó en séptimo lugar. Se pasó al atletismo y en los Campeonatos y Juegos Mundiales para Discapacitados de 1990 en Assen, Holanda, ganó una medalla de bronce en el lanzamiento de peso femenino B2. En los Juegos Paralímpicos de Barcelona 1992, ganó una medalla de oro en la prueba de lanzamiento de peso B2, por la que recibió una medalla de la Orden de Australia, y una medalla de plata en la prueba de disco B2; también compitió en el equipo nacional de golbol, que quedó en séptimo lugar, y en la prueba de lanzamiento de jabalina femenina B1>3 En 1995, compitió en los Campeonatos Mundiales de levantamiento de pesas. En los Juegos Paralímpicos de Atlanta 1996, ganó una medalla de plata en el lanzamiento de peso F10-11 y también compitió en el lanzamiento de disco F10-11. En 2000, ganó una Medalla Deportiva Australiana. Ese año, compitió en su país natal en los Juegos Paralímpicos de Sídney 2000 donde ganó una medalla de oro en el lanzamiento de peso F12 y una de bronce en el lanzamiento de disco. En los Juegos Paralímpicos de Atenas 2004, ganó una medalla de bronce en el evento de lanzamiento de peso F12 y compitió en el evento de lanzamiento de disco F13. También compitió en los Juegos Olímpicos de Pekín 2008 donde ganó una medalla de bronce en el evento femenino de lanzamiento de peso F12-13. Después de los Juegos de Pekín, se sometió a una reconstrucción de hombro y se desgarró el tendón de la corva izquierda del hueso en un campo de entrenamiento. En 2011, formó parte del equipo nacional australiano de golbol que terminó en sexto lugar en la Copa Mundial de Goalball del IBSA.
En 1999, fue becaria del Instituto Australiano de Atletas Deportivos con una discapacidad.  Desde 2014, vive en Bundaberg, Queensland.